# Theodorus Peltanus
Theodorus Peltanus (Overpelt, 1511 - Augsburg, 2 mei 1584) was een jezuïet, filosoof en professor theologie uit de Habsburgse Nederlanden.

## Biografie
Peltanus werd geboren in 1511 in Overpelt. Zijn naam is een Latijnse vertaling van het Nederlandse 'Van Pelt'. Hij genoot een opleiding als theoloog. Vanaf 1556 gaf hij les aan het Jezuïetencollege in Ingolstadt. In 1562 promoveerde hij tot professor in de theologie. Als theoloog publiceerde hij verschillende werken. Vanaf 1574 leefde Peltanus in Augsburg. Wegens gezondheidsredenen kon hij geen grote verplaatsingen meer maken. Hij was verplicht in de buurt van Augsburg te blijven. Aldaar overleed hij in 1584 op 72/73-jarige leeftijd. 
In Overpelt is een straat naar hem vernoemd.
- Bibliothèque nationale de France: cb145797573 (data)
- Gemeinsame Normdatei: 118107011
- International Standard Name Identifier: 0000 0001 1436 3855
- Library of Congress Control Number: n88145744
- Nationale Bibliotheek van Tsjechië: ola2013762810
- Nederlandse Thesaurus van Auteursnamen: 071893431
- Istituto Centrale per il Catalogo Unico: BVEV020310
- LIBRIS: 272649
- Système universitaire de documentation: 087257637
- Virtual International Authority File: 256463
- WorldCat: E39PBJmtBKfdHvdh7pmf8FWYyd